# قمارباز میسیسیپی (فیلم ۱۹۲۹)
قمارباز میسیسیپی (به انگلیسی: Mississippi Gambler) یک فیلم درام عاشقانه آمریکایی محصول سال ۱۹۲۹ میلادی به کارگردانی رجینالد بارکر و با بازی جوزف شیلدکات و جون بنت می‌باشد.

## بازیگران
- جوزف شیلدکات نقش جک مورگان
- جون بنت نقش لوسی بلکبرن
- کارملیتا گرتی نقش سوزت ریچاردز
- الک بی. فرانسیس به عنوان جونیوس بلکبرن
- اوتیس هارلن
- ویلیام ولش در نقش کاپیتان واترز